# Kekeran (Busungbiu)
Kekeran is een bestuurslaag in het regentschap Buleleng van de provincie Bali, Indonesië. Kekeran telt 2011 inwoners (volkstelling 2010).